# Francesco Queirolo

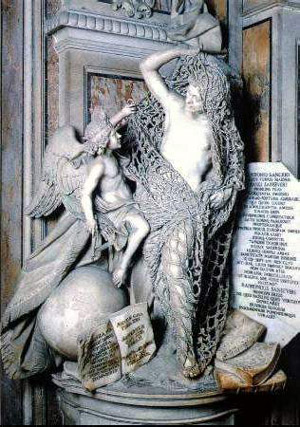
Il Disinganno.

Francesco Queirolo, född 1704 i Genua, död 1762 i Neapel, var en italiensk skulptör.
Queirolo tillhör den ytterliga manierismens representanter. Han var först verksam i Rom, där han bland annat utförde en byst av drottning Kristina (1740). Från 1752 deltog Queirolo i smyckandet av Cappella Sansevero (eller Chiesa di Santa Maria della Pietà de' Sangri) i Neapel och utförde där, utöver ett par allegoriska figurer, gruppen Il disinganno ("Befrielsen från villfarelse"; en man, porträtt av den avlidne, som befriar sig från ett väldigt nät med hjälp av en genius; mannen och nätet är med den otroligaste virtuositet utarbetade i ett stycke).

## Verk i Rom (i urval)
- Gravmonument över Livia del Grillo och Maria Teresa Doria di Tursi (1752) – Sant'Andrea delle Fratte[1][2]
- Den helige Filippo Benizi (1734–1735; skulptur på fasaden) – San Giovanni dei Fiorentini[3]
- Jungfru Marie födelse (omkring 1750; relief) – Santissimo Nome di Maria[4]
- Den helige Carlo Borromeo – Santa Maria Maggiore[5]
- Den helige Bernhard – Santa Maria Maggiore[5]
- Hösten (1749; skulptur) – Fontana di Trevi[6][7]